# Майдан-Чапельский
Майдан-Чапельский (укр. Майдан-Чапельський) — село в Винницком районе Винницкой области Украины.
Код КОАТУУ — 0520684906. Население по переписи 2001 года составляет 370 человек. Почтовый индекс — 23209. Телефонный код — 432.
Занимает площадь 0,47 км².

## Адрес местного совета
23208, Винницкая область, Винницкий р-н, с. Парпуровцы, ул. Шевченко, 50а